# Silvi
Pour les articles homonymes, voir Silvi.
Silvi est une commune italienne d'environ 15 670 habitants située dans la province de Teramo, dans la région Abruzzes, en Italie méridionale.

## Culture
- Aire marine protégée de Torre del Cerrano

## Administration
| Période                                  | Période | Identité | Étiquette | Qualité |
| ---------------------------------------- | ------- | -------- | --------- | ------- |
|                                          |         |          |           |         |
| Les données manquantes sont à compléter. |         |          |           |         |

### Communes limitrophes
Atri, Città Sant'Angelo (PE), Pineto.